# Vancleavea
Vancleavea is een geslacht van uitgestorven, gepantserde, niet-archosaurische archosauriformen uit het Laat-Trias in het westen van Noord-Amerika. De type- en de enige bekende soort is Vancleavea campi, benoemd in 1995 door Robert Long & Phillip A. Murry. In die tijd was het geslacht alleen bekend van fragmentarische botten, waaronder osteodermen en wervels.
Sindsdien zijn er echter veel meer fossielen gevonden, waaronder een paar bijna complete skeletten die in 2002 werden ontdekt. Deze vondsten hebben aangetoond dat leden van het geslacht bizarre semi-aquatische reptielen waren. Vancleavea-individuen hadden korte snuiten met grote, hoektandachtige tanden en lange lichamen met kleine ledematen. Ze waren volledig bedekt met benige platen die bekend staan als osteodermen, die in verschillende variëteiten over het lichaam verspreid waren.
Fylogenetische analyses door paleontologen hebben aangetoond dat Vancleavea een archosauriform is, onderdeel van de aftakking van de reptielen die zou leiden tot de archosauriërs zoals dinosauriërs en krokodilachtigen. Vancleavea mist bepaalde eigenschappen die aanwezig zijn bij de meeste andere archosauriformen, met name de antorbitale, mandibulaire en supratemporale fenestrae, die gewichtsbesparende gaten in de schedels van andere taxa zijn. Andere kenmerken ondersteunen echter duidelijk de archosauriforme identiteit, waaronder een gebrek aan intercentra, de aanwezigheid van osteodermen, een verbeend laterosphenoïde en verschillende aanpassingen van het dijbeen en de enkelbotten. In 2016 werd het nieuwe archosauriforme geslacht Litorosuchus beschreven. Dit geslacht leek in verschillende opzichten op zowel Vancleavea als meer typische archosauriformen, waardoor Litorosuchus kon fungeren als een overgangsfossiel dat Vancleavea verbindt met minder afwijkende archosauriformen.

## Geschiedenis
Vancleavea werd voor het eerst ontdekt in 1962 in de Petrified Forest-afzetting van het Petrified Forest National Park en voor het eerst beschreven in 1995 door Long en Murry. Op dat moment was het enige beschreven exemplaar het holotype PEFO 2427, een gedeeltelijk skelet zonder schedel. Het geslacht is vernoemd naar Phillip Van Cleave, die de eerste bekende overblijfselen van het geslacht ontdekte. De soortaanduiding eert wijlen professor Charles Lewis Camp.

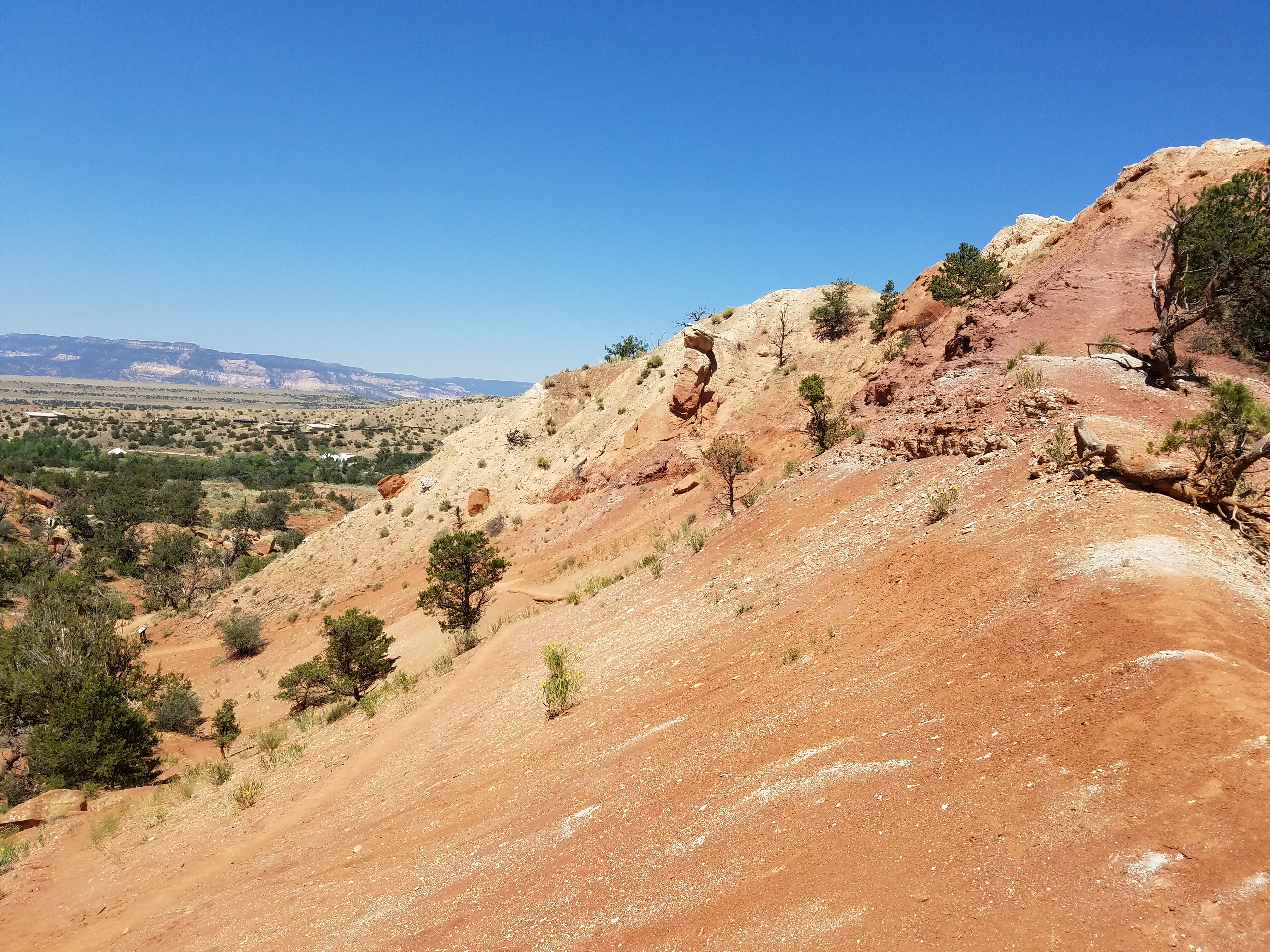
Een belangrijke vindplaats

Sindsdien zijn er meerdere overblijfselen gevonden. Een herevaluatie van het geslacht door Nesbitt et al. in 2009 beschreef formeel de twee aanvullende exemplaren GR 138 en 139. GR 138 is vooral opmerkelijk omdat het een bijna compleet en gearticuleerd skelet is dat een verscheidenheid aan osteodermen bewaart in de posities waarin ze zich tijdens het leven zouden hebben bevonden. Het werd ontdekt in de Coelophysis-steengroeve in het noorden van New Mexico (Ghost Ranch) en werd geprepareerd in het Ruth Hall Museum of Paleontology in Abiquiú, New Mexico voordat het officieel werd beschreven. Andere meer complete skeletten zijn de specimina NMMNH P-4984, SMU 74998 en PEFO 34035.
Vancleavea komt vrij vaak voor in de meeste niveaus van de Chinle-formatie in de vorm van losse botten en osteodermen, maar vanwege de slecht bewaarde overblijfselen is het moeilijk om exemplaren op stratigrafische niveaus te vergelijken.

## Beschrijving

Vanclaevea in grootte vergeleken met een menselijke hand

Het meest complete exemplaar van Vancleavea (GR 138) was ongeveer 120 centimeter lang. Losse botten hebben echter aangetoond dat leden van het geslacht aanzienlijk groter kunnen worden dan GR 138. In het bijzonder kan MCCDM 1745 uit New Mexico een totale lengte van 3,86 meter hebben bereikt. Overlappende osteodermen bedekken het hele lichaam, de ledematen zijn relatief kort en de schedel is sterk verbeend. Het bovenste slaapvenster is afwezig, wat een secundaire sluiting kan zijn in plaats van een plesiomorfe eigenschap. De neusgaten openen dorsaal (dat wil zeggen: ze zijn naar boven gericht) en de kaak bevat vergrote hoektanden. Elke osteoderm heeft een hoge centrale kiel en een voorste tak. Het darmbeen van Vancleavea lijkt op dat van niet-verwante drepanosauriërs. De unieke morfologie van Vancleavea verschilt sterk van alle andere bekende basale archosauriformen.

### Schedel

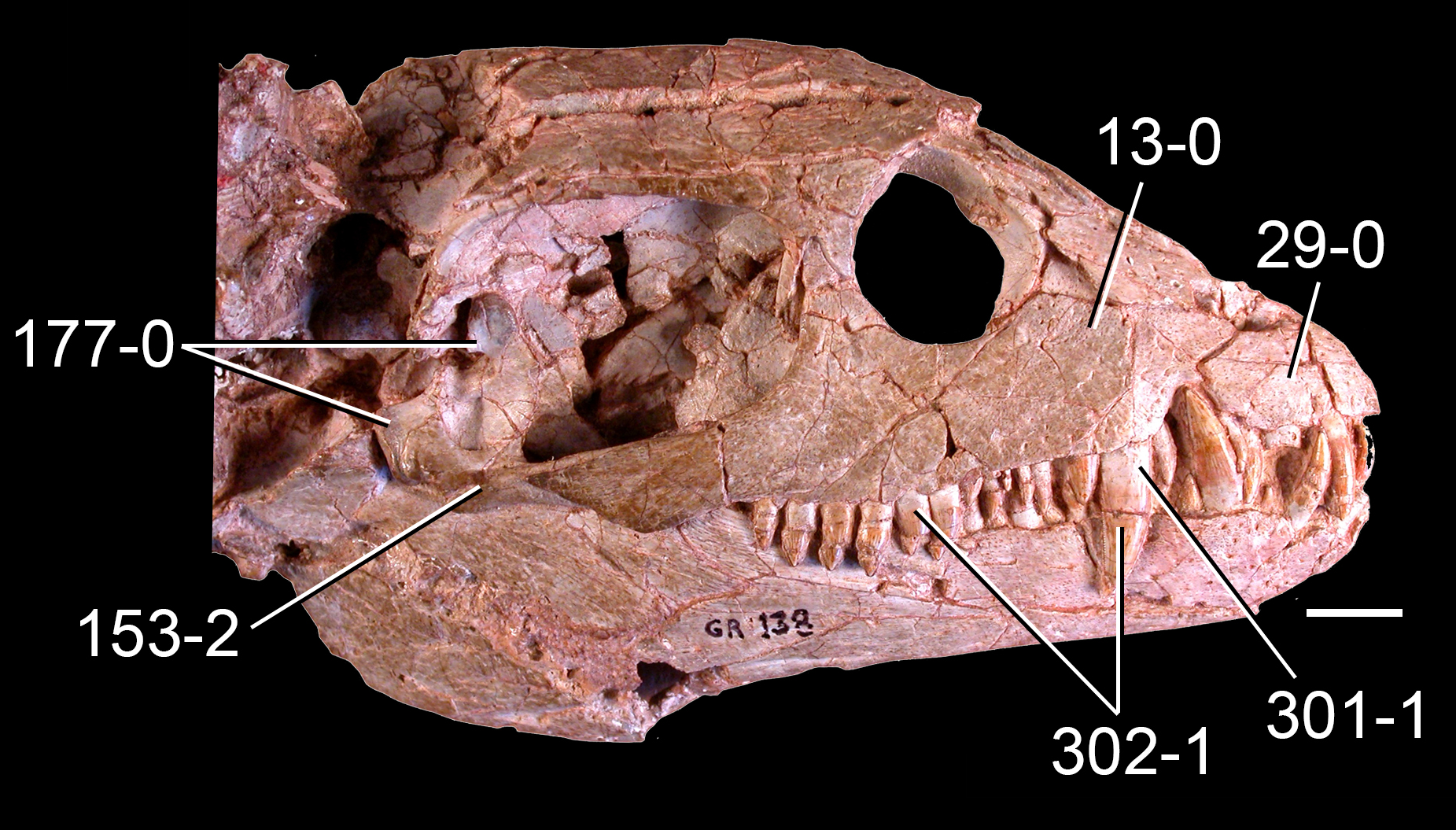
Een afgietsel van de schedel van GR 138

Het enige bekende Vancleavea-exemplaar waarvan een volledige schedel werd gevonden is GR 138, en als gevolg daarvan vormt dat exemplaar de basis voor kennis van de schedel in dit taxon. Het postorbitale gebied van de schedel (achter de ogen) is lang en doosvormig, met een breed en plat schedeldak. Het preorbitale gebied (voor de ogen) is daarentegen kort, driehoekig en dun. Een onderscheidend kenmerk van Vancleavea is het ontbreken van een fenestra antorbitalis, een gat voor de ogen dat typisch is voor archosauriformen. Het traanbeen, dat meestal de achterrand van de fenestra antorbitalis vormt, is ook verdwenen. Groeven bedekken het schedeldak terwijl foramina (kleine poriën) de schedelbeenderen nabij de mond bedekken.

#### Preorbitale regio (snuit)
Het bovenkaaksbeen (het belangrijkste tanddragende bot van de snuit) is eenvoudig gebouwd en driehoekig vanwege het gemis van de fenestra antorbitalis. De voorste punt van het bot heeft een tandeloze inkeping, bekend als een diasteem, die bij sluiting van de muil een grote, caniniforme (hoektandachtige) tand van het dentarium (hoofdtandbeen van de onderkaak) kan ontvangen. De tweede tand van de bovenkaak is ook een hoektand, ongeveer even lang als die van het dentarium. Deze hoektanden zijn overdwars afgeplat, naar achteren gebogen en aan de achterkant gekarteld (en in het geval van de bovenkaak ook de voorkant). Dit in tegenstelling tot de rest van de tanden, die over het algemeen kegelvormig zijn. De enkele tand voor de maxillaire hoektand, evenals de vier direct erachter zijn erg klein. Deze kleine tanden worden gevolgd door zes iets grotere maxillaire tanden en een laatste kleine tand.
Vijf tanden zijn ook aanwezig in elke premaxilla (een paar botten aan het uiteinde van de snuit), waarbij de derde tand een caniniform is die lijkt op die van de bovenkaak en dentarium. De premaxilla heeft ook een paar benige takken die aansluiten bij andere snuitbeenderen. Het posterodorsale uitsteeksel kromt omhoog langs de voorkant van het bovenkaaksbeen en scheidt dat bot van de neusgaten. De dunne anterodorsale tak loopt in plaats daarvan langs de middenlijn van de snuit. De gepaarde neusbeenderen aan de bovenrand van de snuit zijn lang en rechthoekig, en aan de voorkant ervan liggen de afgeronde, naar boven gerichte neusgaten. De neusgaten maken geen contact met elkaar; aan de voorkant en het midden van de snuit scheiden de anterodorsale uitsteeksels van de premaxillae beide neusbeenderen. Op het niveau van de ogen worden de neusholten gescheiden door een ander kenmerk dat uniek is voor Vancleavea: een enkel smal bot dat waarschijnlijk is verkregen door een neomorfe mutatie. De voorrand van de oogkas wordt gevormd door het smalle prefrontale bot.

#### Postorbitale regio

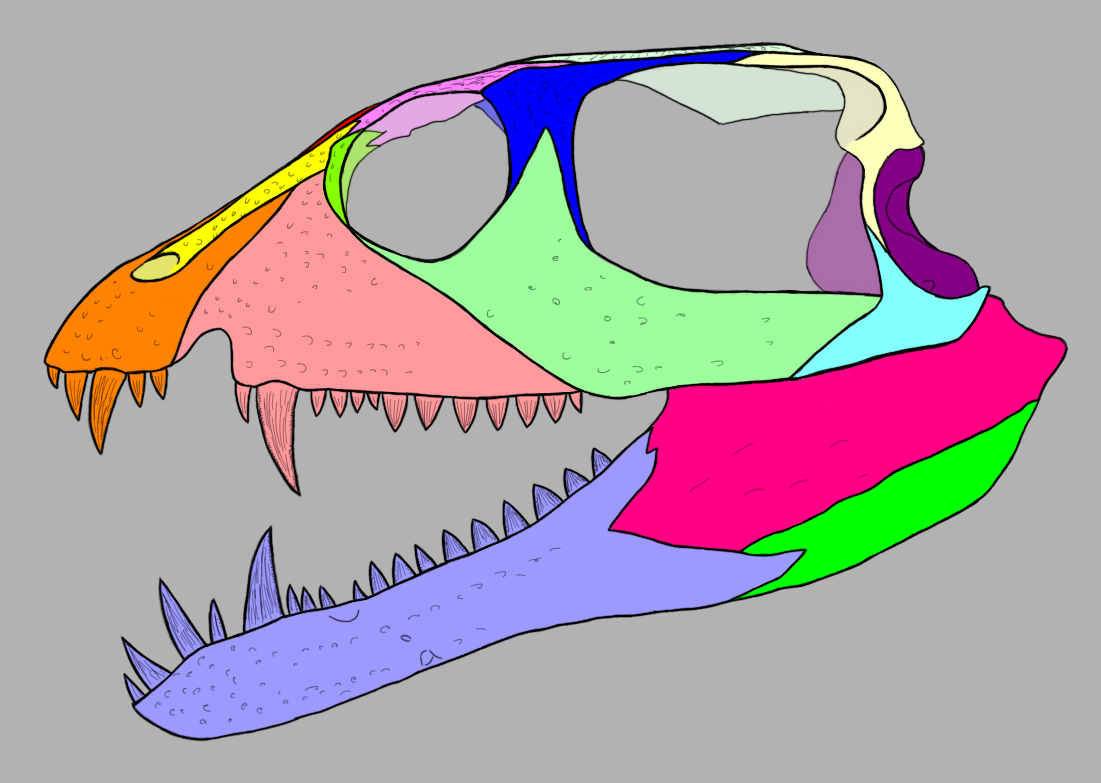
Een diagram van de schedel met in oranje de praemaxilla, geel het neusbeen, roze het bovenkaaksbeen, groen het prefrontale, paars het voorhoofdsbeen, blauw het postorbitale, appelgroen het jukbeen, lichtgeel het squamosum, donkerpaars het quadratum en lichtblauw het quadratojugale. In de onderkaak is het dentarium lila, het surangulare magenta en het angulare grasgroen.

Het jukbeen is complex. Het heeft een taps toelopende voorrand die zich onder het oog uitstrekt om contact te maken met de prefrontale, waardoor het bovenkaaksbeen van de oogkas wordt uitgesloten. Een driehoekige opgaande tak stijgt op achter het oog en splitst het onderste deel van het postorbitale bot (dat de achterrand van het oog vormt) in tweeën. Zowel het jukbeen als het postorbitale hebben zeer lange achterste verlengingen die bijna de achterkant van de schedel bereiken. Een enorme open ruimte (ongeveer een derde van de lengte van de schedel) ligt in het gebied tussen deze twee uitbreidingen. Dit gat staat bekend als het onderste slaapvenster. Reptielen van de groep Diapsida worden typisch gekenmerkt door twee slaapvensters aan de achterkant van de schedel: een lagere aan de zijkant van de schedel (het onderste) en een grotere aan de bovenkant van de schedel, de fenestra supratemporalis. Vancleavea breekt met deze regel, omdat het bovenste slaapvenster tijdens de evolutie volledig is gesloten, waardoor alleen het enorme onderste slaapvenster overblijft.
Het platte en zwaar geornamenteerde schedeldak wordt gevormd door de gepaarde voorhoofdsbeenderen boven de ogen en de wandbeenderen boven de bovenste slaapvensters. De beennaad tussen de paren voorhoofdsbeenderen en wandbeenderen is W-vormig, waarbij elk wandbeen een driehoekige voorwaartse punt heeft dat elk voorhoofdbeen inkeept. Een soortgelijke verbinding is ook aanwezig aan de voorkant van de voorhoofdsbeenderen, waar elk frontale wordt gehalveerd door de achterste punt van elk neusbeen. Net als bij proterochampsiden en een paar soorten archosauriërs (crocodylomorfen, dinosauriërs en shuvosauriden), heeft Vancleavea geen postfrontale, een klein wigachtig bot dat soms de achterste bovenhoek van de oogkas inneemt.
De achterrand van de schedel is ietwat moeilijk te interpreteren, zelfs bij goed geconserveerde exemplaren als GR 138. De bovenste achterste hoek van het bovenste slaapvenster wordt gevormd door het squamosum, dat aansluit op de achterkant van het postorbitale bot en het wandbeen, evenals de hersenpan. De voorrand van het squamosum heeft een diepe insparing, terwijl het onderste deel van het bot zich verbreedt tot een grote naar beneden wijzende 'kap'. Een dunne structuur die bekend staat als de neergaande tak strekt zich naar beneden uit en vormt de achterrand van het onderste slaapvenster. Deze neergaande tak sluit aan op het quadratojugale, dat zelf contact maakt met de achterste tak van het jukbeen en de achterste benedenhoek van het onderste slaapvenster vormt. Het quadratum, dat de bijdrage van de schedel aan het kaakgewricht vormt, ligt aan de binnenzijde van de neergaande tak van het squamosum. Het quadratum maakt niet alleen contact met de onderkaak, maar sluit ook aan op het binnenvlak van het quadratojugale en wordt overlapt door de 'kap' van het squamosum. De vorm van het quadratum is nog een ander uniek aspect van Vancleavea. Bij de meeste basale archosauriformen is het quadratum lang en recht, maar bij Vancleavea is het kort, stevig en naar voren gebogen.

#### Hersenpan
Zoals typisch is voor reptielen, wordt het onderste achterste deel van de hersenpan gevormd door een bot dat bekend staat als het basioccipitale, hoewel dit bot ongewoon lang en laag is bij Vancleavea. Het achterste deel van het bot heeft een enkele grote achterhoofdsknobbel, bekend als de condylus occipitalis, die de schedel met de nek verbindt. Een paar zijdelingse naar buiten gerichte botten, bekend als de exoccipitalia, zijn verbonden aan het bovenoppervlak van de basioccipitale. Bij de meeste archosauriformen vormen de exoccipitalia het bovenvlak van de condylus occipitalis, maar Vancleavea is uniek omdat dit contact ontbreekt. De bases van de exoccipitalia zijn langwerpig en divergeren naar de achterkant van het basioccipitale. Ze convergeren ook naar voren, hoewel ze elkaar niet raken. Bovendien loopt een kleine richel tussen hun bases op het bovenoppervlak van het basioccipitale. Dus, van bovenaf gezien, lijken de bases van de exoccipitalia op een naar voren wijzende pijl met een kleine opening aan de top. Een richel en een kleine uitholling zijn aanwezig aan elke kant van het basioccipitale onder het contact met de exoccipitale. Een extra put waarvan wordt aangenomen dat het de opening is voor het hypoglossale kanaal (canalis nervi hypoglossi), ligt aan de buitenzijde van elk exoccipitale.
Een paar afgeronde platen, bekend als de tubera basilaria, steken naar beneden en iets naar buiten uit vanaf het achteroppervlak van het basioccipitale. Voor de tubera basilaria ligt de parabasisphenoïde, een vergroeid bot dat het voorste onderste deel van de hersenpan vormt. Ondertussen bevindt zich voor de exoccipitalia een beennaad met het opisthoticum dat het grootste deel van de zijkant van de hersenpan vormt. Een kleine inkeping tussen het opisthoticum en exoccipital bijlagen kan de recessus lagenaris zijn. Deze inkeping bevatte waarschijnlijk een orgaan van het binnenoor dat bekend staat als de lagena, dat zich bij zoogdieren heeft ontwikkeld tot het spiraalvormige slakkenhuis.
Boven de condylus occipitalis bevindt zich het foramen magnum of achterhoofdsgat, een zeer groot gat waar het ruggenmerg de hersenpan verlaat. Het bovenste achterste gedeelte van de hersenpan (evenals mogelijk de bovenrand van het foramen magnum) wordt gevormd door het supraoccipitale bot. Net als bij andere archosauriformen, is de achterrand van dit bot scherp gehoekt, eindigend in een grote kiel begrensd door gladde gebieden voor aanhechting van spieren die de kop heffen. De zijkant van het supraoccipitale en een kiel aan de onderkant van de wandbeenderen ontmoeten elkaar langs de zijkant van de hersenpan, waar ze contact maken met een naar beneden wijzend uitsteeksel dat bekend staat als de processus paroccipitalis. Het prooticum, dat het bovenste voorste deel van de hersenpan vormt, heeft een naar voren wijzende put voor de nervus trigeminus, waarbij het gebied onder de put glad is zoals in geavanceerde archosauriformen. De voorkant van de hersenpan heeft ook een lang en dik naar voren gericht bot dat bekend staat als een laterosphenoïde. Dit bot buigt naar buiten maar convergeert langs de middenlijn aan de voorste punt.

#### Onderkaak

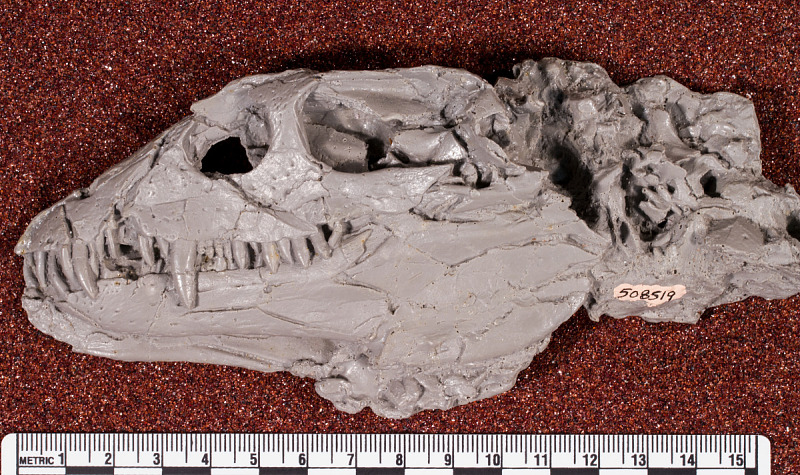
Een afgietsel

Het grootste deel van de onderkaak wordt gevormd door het dentarium, dat verschillende tanden heeft die lijken op die van de maxilla en premaxilla. De eerste paar zijn groot en conisch, en de vierde of vijfde tand is nog een andere vergrote caniniforme tand. In tegenstelling tot de caniniforme tand van het bovenkaaksbeen die aan zowel de voor- als de achterrand is gekarteld, is de caniniform van het dentarium alleen aan de achterkant gekarteld. Kaaktanden voorbij de caniform zijn vergelijkbaar met die in het achterste deel van de bovenkaak. Het buitenvlak van het dentarium heeft ook een holte nabij de tandenrij ongeveer halverwege de lengte van het bot. Deze verlaging zou de bovenkaak hebben ontvangen als de muil gesloten was, vergelijkbaar met hoe de diasteem aan de voorkant van de bovenkaak de kaaktand zou hebben ontvangen. Het surangulare en angulare (een paar ongetande botten in het achterste deel van de onderkaak) zijn hoog. Het articulare, dat het kaakgewricht aan het achterste uiteinde van de onderkaak huisvest, is hol en opent naar achteren, vergelijkbaar met dat van phytosauriërs. De meeste archosauriformen hebben een gat dat bekend staat als een fenestra mandibulariswaar het dentarium, angulare en surangulare elkaar ontmoeten. Het is echter niet vast te stellen of Vancleavea ook dit venster bezat. Het is aannemelijk dat het door evolutie verloren is gegaan (zoals het geval is met de antorbitale en supratemporale fenestrae), maar er is ook de mogelijkheid dat het te klein was om op te merken in de bewaarde Vancleavea-schedel. Een kleine en soms over het hoofd geziene fenestra mandibularis is aanwezig bij Proterosuchus, een van de eerste archosauriformen die evolueerde.

### Wervels

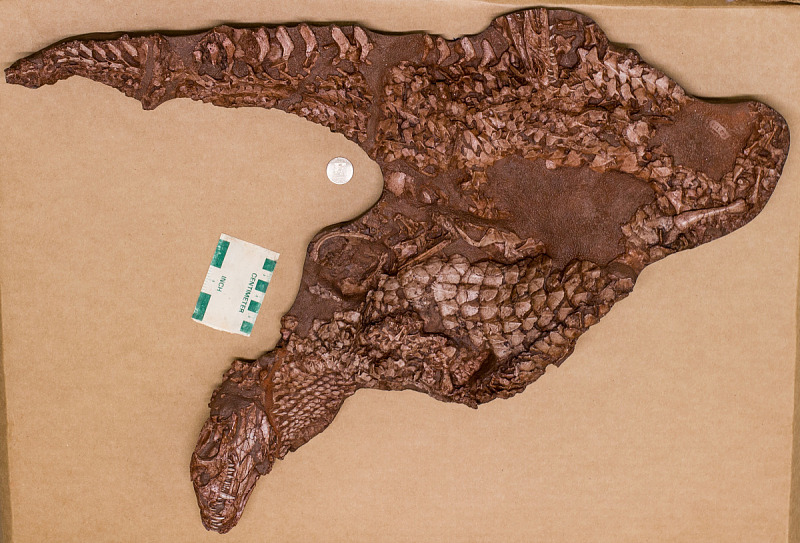
De staart heeft hoge doornuitsteeksels

De halswervels (nekwervels) zijn veel langer dan hoog, waardoor een tamelijk lange nek ontstaat. Van onderaf bezien, zijn ze ingesnoerd halverwege de lengte van het centrum (hoofdlichaam van elke wervel) door grote putten. De centra zijn ook enigszins procoel, met een hol  vooroppervlak en een bol achteroppervlak. De onderzijde van de centra heeft een grote, rechthoekige kiel met een ongewoon rechte onderrand. Zoals typisch is voor reptielen, zijn de wervels verbonden via over elkaar schuivende platen boven de wervellichamen die bekend staan als zygapophyses. Meer ongebruikelijk, hebben de achterste gewrichtuitsteeksels (postzygapophyses) ook extra sporen die niet aansluiten op de volgende wervels. Deze extra sporen, bekend als epipophyses, komen het meest voor bij dinosauriërs, maar het is tegenwoordig bekend dat ze ook aanwezig zijn bij andere soorten uitgestorven archosauromorfen.
De ruggenwervels zijn ook lang en hebben ook ingesnoerde centra. In tegenstelling tot de procoele halswervels, zijn de ruggenwervels amficoel, waarbij zowel het voor- als het achteroppervlak hol is. Een paar grote en cilindrische uitgroeiingen strekt zich haaks en zijdelings uit van elk centrum, aan de voorrand van zijn respectievelijke wervels. Deze uitgroeisels, momenteel geïdentificeerd als diapophyses, zijn verbonden met de ribben. Sommige ruggenwervels van Vancleavea zijn ook kenmerkend door het bezit van een ondiepe groef die zich langs de onderkant van elk centrum uitstrekt, begrensd door een paar kielen. Een grote, plaatachtige structuur die bekend staat als een doornuitsteeksel steekt uit de bovenkant van elke wervel. Deze doornuitsteeksels zijn dun van voren bezien, maar breed van opzij bezien. Ze zijn ruwweg spoelvormig, met inkepingen aan zowel de bovenste voor- als achterhoek, evenals een bol bovenvlak bedekt met kleine groeven. Er is enige variatie tussen de ruggenwervels in verschillende exemplaren, waarbij sommige wervels slechts lichte kielen of extra ribfacetten hebben (bekend als parapophyses) om de diapophyses aan te vullen. Ten minste enkele van de ribben van Vancleavea waren dikwandig, sterk gebogen en op twee punten verbonden met de ruggenwervels (vandaar dat sommige wervels twee facetten per rib hadden).
De twee sacralen (heiligbeenwervels) zijn korter en eenvoudiger dan de ruggenwervels. In plaats van de toegeknepen zijkanten van de ruggengraat te bezitten, hebben ze massieve facetten voor sacrale ribben die de wervelkolom verbinden met het bekken. Sommige exemplaren behouden de kenmerkende dubbele kielen van de dorsale centra, maar bij andere exemplaren smelten ze samen tot een enkele kiel. De talrijke staartwervels zijn veel slanker en ruwweg rechthoekig van onderaf bezien. Naar het puntje van de staart toe worden ze steeds eenvoudiger en langer, waarbij ze hun ribfacetten verliezen. Toch behouden ze altijd grote gepaarde kielen langs hun onderkant. Ze hebben lange en dunne doornuitsteeksels evenals chevrons, soortgelijke structuren die zich uitstrekken vanaf de onderkant van de centra. Zowel de doornuitsteeksels als chevrons zijn naar achteren gebogen, maar ze zijn lang genoeg om hoe dan ook een hoge staart te scheppen.

### Voorpoten
Het schouderblad van Vancleavea was zandlopervormig, waarbij de voor- en achterranden sterk hol waren en de boven- en onderranden enigszins bol. Het grootste deel van het bot is overdwars dun, met uitzondering van de schouderkom, die naar buiten toe verdikt is. Halverwege de voorrand van het bot is een kleine bult aanwezig, de processus acromialis die bij mensen het acromion vormt.
Het opperarmbeen is vrij eenvoudig, met een afgeronde kop die een kogel vormt die in het schoudergewricht past. De voorste buitenrand van het bot heeft een lage en ronde rand die bekend staat als een deltopectorale kam. Knobbelachtige structuren (condylen) zijn aanwezig aan de onderkant van het distale deel van het bot. De radiale condylus (capitulum) aan de voorkant is soms kleiner dan de ulnaire condylus (trochlea) in het midden, die aansluit op een extra naar achteren gerichte entepicondyle beenstijl (die bij mensen naar binnen wordt gedraaid als de mediale epicondylus). Deze verschillende knobbels zijn allemaal enigszins continu met elkaar, zonder diepe groeven die elk van hen scheiden. De ellepijp en het spaakbeen (botten van de onderarm) zijn ook vrij eenvoudig, hoewel bepaalde kenmerken (zoals bolle buitenste gewrichten) worden gedeeld met andere archosauriformen. De hand, hoewel door elkaar gehusseld in GR 138 (het enige exemplaar dat voorpoten bewaarde), bezat nog steeds herkenbare elementen zoals middenhandsbeenderen en korte vingerkootjes. De binnenste (eerste) en buitenste (vijfde) middenhandsbeentjes, die bij de mens verbonden zouden zijn met de duim en pink, zijn de kortste delen van de hand. Het tweede middenhandsbeentje is langer en de derde en vierde zijn samen de langste botten van de hand. Klauwen zijn niet gevonden, en de afgeronde uiteinden van bepaalde vingerkootjes geven aan dat Vancleavea ze waarschijnlijk niet bezat.

### Bekken en achterpoten

#### Bekken

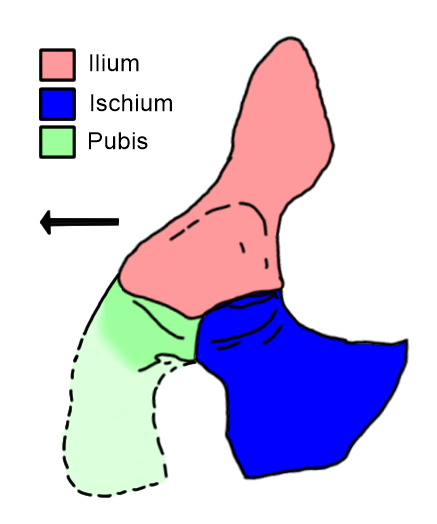
Diagram van het bekken van links bezien

Net als bij andere reptielen wordt elk bekken van Vancleavea gevormd door drie plaatachtige botten: het darmbeen (boven de intern gesloten heupkom), het schaambeen ofwel os pubis (vóór de heupkom) en het zitbeen (achter de heupkom). Het darmbeen van Vancleavea is bijzonder ongebruikelijk van vorm. De meeste archosauriformen hebben darmbeenderen die enigszins laag zijn, van voren naar achteren gericht (anteroposterieur). Het darmbeen van Vancleavea is echter kort in deze richting, in plaats daarvan steekt het schuin naar boven en iets naar achteren om een bladvormig blad te vormen bovenop een toegeknepen 'nek'. De enige andere archosauromorfen waarvan bekend is dat ze een soortgelijk darmbeen bezitten, zijn de boombewonende drepanosauriër Megalancosaurus en de zwaar gepantserde archosauriforme Doswellia, hoewel diens darmbeen ook naar buiten buigt in een hoek van negentig graden met het grootste deel van de heup. Het onderste deel van het darmbeen wordt meestal gevormd door het acetabulum (heupkom), en heeft een driehoekige onderrand die tussen de andere twee botten van de heup aandrukt.
Het schaambeen is onvolledig, maar heeft een knopvormige achterste tak die zich onder het acetabulum uitstrekt. Deze tak maakt contact met het zitbeen langs een rechte rand, hoewel een deel van hun verbinding open wordt gelaten als een inkeping die het foramen obturatum gedeeltelijk of volledig omsluit. Het zitbeen is waaiervormig en wijst naar achteren en naar beneden. Van voren bezien, komen de twee zitbeenderen (aan weerszijden van het lichaam) samen aan hun achterranden. Hoewel het grootste deel van de heupkom wordt gevormd door het onderste deel van het darmbeen, wordt ook een opvallend groot deel gevormd door het bovenste deel van het zitbeen en een klein stukje van de holte wordt gevormd door het bovenste deel van het schaambeen.

#### Achterpoot
Het bovenste deel van het S-vormige dijbeen (dijbeen) is peddelachtig en ovaalvormig in dwarsdoorsnede. Het bevat een opvallende, maar niet sterk versprongen 'kop'. Het bovenste gedeelte van het brede achter-/binnenvlak van het dijbeen heeft soms een kleine richel. Deze richel, die niet aanwezig is in elk dijbeen dat naar Vancleavea wordt verwezen, wordt verondersteld een gebied te zijn voor de aanhechting van de krachtige caudofemoralis-spier richting staart die helpt om het been naar achteren te trekken. Deze richel wordt verondersteld homoloog te zijn aan de vierde trochanter van archosauriërs en de interne trochanter van basale archosauriformen. De middenschacht van het dijbeen is cirkelvormig in dwarsdoorsnede. Het onderste deel van het dijbeen omvat zowel een mediale condylus (die aansluit op het scheenbeen) als een laterale condylus (die aansluit op het kuitbeen), hoewel geen van deze knobbels bijzonder sterk ontwikkeld is. Over het algemeen heeft het dijbeen van Vancleavea een intermediaire structuur tussen basale archosauriformen en archosauriërs. Het scheenbeen en kuitbeen (botten van het onderbeen) zijn beide lichtjes weggebogen van de middenlijn van het onderbeen. Ze zijn ook het dunst op hun respectievelijke middenassen. De voorrand van het scheenbeen heeft een scherpe rand die bekend staat als een crista cnemialis, die zich ongeveer tweederde van de schacht naar beneden uitstrekt. Het kuitbeen is dunner en enigszins gewrongen in vergelijking met het scheenbeen.

#### Enkel en voet

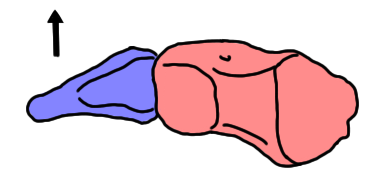
Het linkerenkelgewricht van de zijde van het onderbeen bezien met in roze het sprongbeen en in blauw het hielbeen

Net als de meeste andere archosauromorfen, wordt de enkel gevormd door twee opmerkelijke botten: het hielbeen, dat aansluit op het kuitbeen aan de buitenkant van de enkel, en het sprongbeen, dat aansluit op zowel het scheenbeen als het kuitbeen aan de binnenkant van het hielbeen. Het sprongbeen heeft facetten voor het scheenbeen en kuitbeen, evenals een opening tussen de twee facetten, bekend als een niet-articulaire inkeping. Het facet van het scheenbeen strekt zich uit langs de binnenrand van het sprongbeen, maar niet langs de achterrand. Dit is vergelijkbaar met de situatie in basale archosauriformen, maar staat in contrast met die van meer geavanceerde taxa die een meer uitgestrekt tibiaal facet hebben. De buitenrand van het sprongbeen (die aansluit op het hielbeen) is ook bol zoals bij basale archosauriformen. Het hielbeen is klein en driehoekig. De buitenrand heeft een uitloper die naar buiten en iets naar beneden wijst. Hoewel deze uitloper (formeel bekend als de tuber calcaneale) veel voorkomt bij veel archosauriformen, is die van Vancleavea uniek omdat hij een geplette vorm heeft, waarbij de boven-/voor- en onder-/achtervlakken elkaar ontmoeten bij een afgeronde buitenste top. Net als bij geavanceerde archosauriformen, bezat Vancleavea slechts twee distale tarsale botten in de enkel (afgezien van het hielbeen en sprongbeen), in plaats van vier zoals in meer basale leden van de groep. Het hoofdgedeelte van de voet wordt gevormd door vier dunne middenvoetsbeentjes en een veel korter vijfde middenvoetsbeentje, die elk waarschijnlijk verbonden zijn met een korte teen. De botten van de voet zijn echter door elkaar gegooid, zelfs in complete exemplaren zoals GR 138, waardoor het moeilijk is om een specifieke locatie aan een middenvoetsbeentje of teenbot toe te wijzen.

### Osteodermen

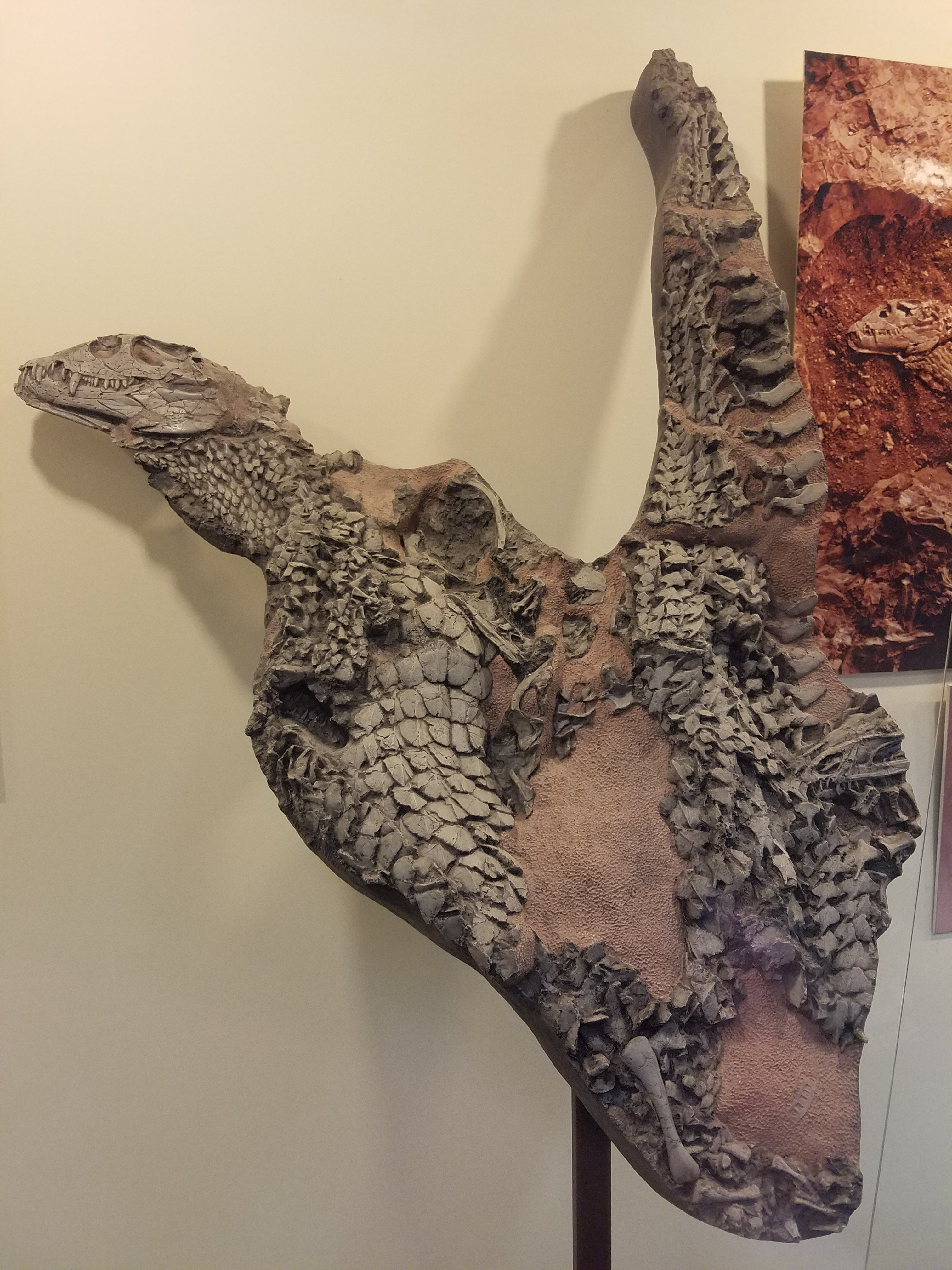
Afgietsel van GR 138

Het lichaam is zwaar gepantserd, bedekt met verschillende benige platen die bekend staan als osteodermen. Er zijn vijf tot zes verschillende osteoderm-morfotypen (dat wil zeggen varianten) die op verschillende delen van het lichaam tot uitdrukking komen. Hunt, Lucas en Spielmann (2005) waren de eerste paleontologen die morfotypes gebruikten om Vancleavea-osteodermen te beschrijven, maar hun benamingen verschilden van die in latere studies zoals Nesbitt et al. (2009), die hier worden gebruikt. Het keelgebied, tussen de schouder en de kaken, bezit osteodermen van het 'morfotype A', die druppelvormig en soms gekield zijn, met een spitse voorste punt en een afgeronde achterrand. Osteodermen van het 'morfotype B' bedekken de achterkant en zijkanten van het lichaam. Ze overlappen elkaar stevig en hebben voorste sporen en lage kielen, maar de osteodermen die meerdere rijen op de rug vormen, zijn meer symmetrisch en ruitvormig. De osteodermen aan de zijkanten zijn daarentegen asymmetrisch, met een kleiner onderste deel (onder de kiel) dat naar voren helt, een voorste uitloper die iets naar beneden zakt, en een achterste punt die spitser is dan die van de achterste osteodermen.

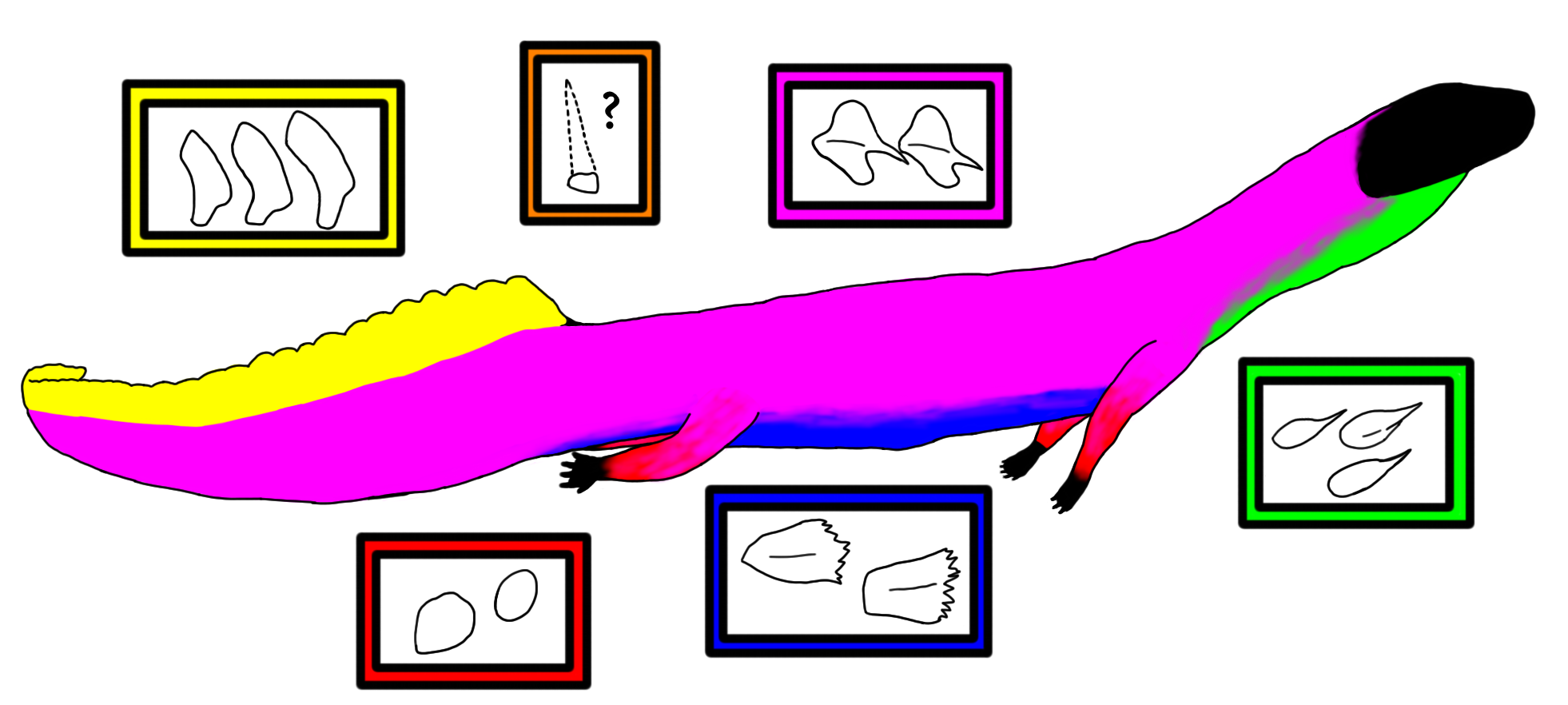
Een diagram van de verschillende morfotypen van het pantser

De osteodermen die de buik bedekken, bekend als 'morfotype C', zijn van een type dat uniek is voor Vancleavea. Ze zijn groot, balkvormig en afgerond, met grote kielen en zwaar getande voorranden. Dit morfotype is vergeleken met het pantser van ankylosauriërs. De bovenzijde van de staart bezit ook zeer kenmerkende en ongebruikelijke osteodermen, aangeduid als 'morfotype D'. Dit zijn langwerpige platen die vanaf de staart omhoog steken, met één plaat per wervel. Ze zijn breed aan hun basis, maar zijn elders afgeplat (vanaf de zijkant) en krijgen ook een naar achteren gerichte oriëntatie. Bij leven zouden ze waarschijnlijk zijn verbonden door zacht weefsel om een staartvin te vormen om te helpen zwemmen. De osteodermen van het morfotype D zijn het grootst naar de voorkant van de staart toe en nemen geleidelijk af in hoogte en totale grootte naar de punt toe. De zijkanten van de staart zijn bedekt met morfotype B.
De ledematen zijn bedekt met morfotype E. Deze platen zijn kleiner, ronder en dunner dan de osteodermen van het lichaam. Een zesde type osteoderm, al dan niet behorend tot Vancleavea, werd ook in 1995 gerapporteerd. Deze osteodermen, waarvan alleen de basis bekend is, is vergelijkbaar met de staartpunt van een Stegosaurus. Grote, stekelvormige osteodermen waren niet aanwezig in GR 138, dat anders een compleet skelet was met alle andere osteodermen in dezelfde positie als tijdens het leven. Het is denkbaar dat de 'Stegosaurus spike' osteoderm eigenlijk misplaatst was van het skelet van een Aetosaurus, hoewel de stekels van aetosauriërs bekend van Vancleavea-dragende fossiele vindplaatsen verschilden van de 'Stegosaurus spike'.

## Classificatie
Fylogenetische positie van Vancleavea
|  | Leptosuchus                                                   |
|  |                                                               |
|  | \| \| Postosuchus \| \| \| \| \| \| Desmatosuchus \| \| \| \| |
|  |                                                               |
|  | Postosuchus                                                   |
|  |                                                               |
|  | Desmatosuchus                                                 |
|  |                                                               |

|  | Postosuchus   |
|  |               |
|  | Desmatosuchus |
|  |               |

|  | Leptosuchus                                                   |
|  |                                                               |
|  | \| \| Postosuchus \| \| \| \| \| \| Desmatosuchus \| \| \| \| |
|  |                                                               |
|  | Postosuchus                                                   |
|  |                                                               |
|  | Desmatosuchus                                                 |
|  |                                                               |

|  | Postosuchus   |
|  |               |
|  | Desmatosuchus |
|  |               |

|  | Leptosuchus                                                   |
|  |                                                               |
|  | \| \| Postosuchus \| \| \| \| \| \| Desmatosuchus \| \| \| \| |
|  |                                                               |
|  | Postosuchus                                                   |
|  |                                                               |
|  | Desmatosuchus                                                 |
|  |                                                               |

|  | Postosuchus   |
|  |               |
|  | Desmatosuchus |
|  |               |

|  | Leptosuchus                                                   |
|  |                                                               |
|  | \| \| Postosuchus \| \| \| \| \| \| Desmatosuchus \| \| \| \| |
|  |                                                               |
|  | Postosuchus                                                   |
|  |                                                               |
|  | Desmatosuchus                                                 |
|  |                                                               |

|  | Postosuchus   |
|  |               |
|  | Desmatosuchus |
|  |               |

|  | Leptosuchus                                                   |
|  |                                                               |
|  | \| \| Postosuchus \| \| \| \| \| \| Desmatosuchus \| \| \| \| |
|  |                                                               |
|  | Postosuchus                                                   |
|  |                                                               |
|  | Desmatosuchus                                                 |
|  |                                                               |

|  | Postosuchus   |
|  |               |
|  | Desmatosuchus |
|  |               |

|  | Leptosuchus                                                   |
|  |                                                               |
|  | \| \| Postosuchus \| \| \| \| \| \| Desmatosuchus \| \| \| \| |
|  |                                                               |
|  | Postosuchus                                                   |
|  |                                                               |
|  | Desmatosuchus                                                 |
|  |                                                               |

|  | Postosuchus   |
|  |               |
|  | Desmatosuchus |
|  |               |

|  | Leptosuchus                                                   |
|  |                                                               |
|  | \| \| Postosuchus \| \| \| \| \| \| Desmatosuchus \| \| \| \| |
|  |                                                               |
|  | Postosuchus                                                   |
|  |                                                               |
|  | Desmatosuchus                                                 |
|  |                                                               |

|  | Postosuchus   |
|  |               |
|  | Desmatosuchus |
|  |               |

|  | Leptosuchus                                                   |
|  |                                                               |
|  | \| \| Postosuchus \| \| \| \| \| \| Desmatosuchus \| \| \| \| |
|  |                                                               |
|  | Postosuchus                                                   |
|  |                                                               |
|  | Desmatosuchus                                                 |
|  |                                                               |

|  | Postosuchus   |
|  |               |
|  | Desmatosuchus |
|  |               |

|  | Leptosuchus                                                   |
|  |                                                               |
|  | \| \| Postosuchus \| \| \| \| \| \| Desmatosuchus \| \| \| \| |
|  |                                                               |
|  | Postosuchus                                                   |
|  |                                                               |
|  | Desmatosuchus                                                 |
|  |                                                               |

|  | Postosuchus   |
|  |               |
|  | Desmatosuchus |
|  |               |

|  | Leptosuchus                                                   |
|  |                                                               |
|  | \| \| Postosuchus \| \| \| \| \| \| Desmatosuchus \| \| \| \| |
|  |                                                               |
|  | Postosuchus                                                   |
|  |                                                               |
|  | Desmatosuchus                                                 |
|  |                                                               |

|  | Postosuchus   |
|  |               |
|  | Desmatosuchus |
|  |               |

|  | Leptosuchus                                                   |
|  |                                                               |
|  | \| \| Postosuchus \| \| \| \| \| \| Desmatosuchus \| \| \| \| |
|  |                                                               |
|  | Postosuchus                                                   |
|  |                                                               |
|  | Desmatosuchus                                                 |
|  |                                                               |

|  | Postosuchus   |
|  |               |
|  | Desmatosuchus |
|  |               |

|  | Leptosuchus                                                   |
|  |                                                               |
|  | \| \| Postosuchus \| \| \| \| \| \| Desmatosuchus \| \| \| \| |
|  |                                                               |
|  | Postosuchus                                                   |
|  |                                                               |
|  | Desmatosuchus                                                 |
|  |                                                               |

|  | Postosuchus   |
|  |               |
|  | Desmatosuchus |
|  |               |

|  | Leptosuchus                                                   |
|  |                                                               |
|  | \| \| Postosuchus \| \| \| \| \| \| Desmatosuchus \| \| \| \| |
|  |                                                               |
|  | Postosuchus                                                   |
|  |                                                               |
|  | Desmatosuchus                                                 |
|  |                                                               |

|  | Postosuchus   |
|  |               |
|  | Desmatosuchus |
|  |               |

|  | Leptosuchus                                                   |
|  |                                                               |
|  | \| \| Postosuchus \| \| \| \| \| \| Desmatosuchus \| \| \| \| |
|  |                                                               |
|  | Postosuchus                                                   |
|  |                                                               |
|  | Desmatosuchus                                                 |
|  |                                                               |

|  | Postosuchus   |
|  |               |
|  | Desmatosuchus |
|  |               |

|  | Leptosuchus                                                   |
|  |                                                               |
|  | \| \| Postosuchus \| \| \| \| \| \| Desmatosuchus \| \| \| \| |
|  |                                                               |
|  | Postosuchus                                                   |
|  |                                                               |
|  | Desmatosuchus                                                 |
|  |                                                               |

|  | Postosuchus   |
|  |               |
|  | Desmatosuchus |
|  |               |

|  | Leptosuchus                                                   |
|  |                                                               |
|  | \| \| Postosuchus \| \| \| \| \| \| Desmatosuchus \| \| \| \| |
|  |                                                               |
|  | Postosuchus                                                   |
|  |                                                               |
|  | Desmatosuchus                                                 |
|  |                                                               |

|  | Postosuchus   |
|  |               |
|  | Desmatosuchus |
|  |               |

|  | Megalancosaurus |
|  |                 |
|  | Prolacerta      |
|  |                 |

|  | Leptosuchus                                                   |
|  |                                                               |
|  | \| \| Postosuchus \| \| \| \| \| \| Desmatosuchus \| \| \| \| |
|  |                                                               |
|  | Postosuchus                                                   |
|  |                                                               |
|  | Desmatosuchus                                                 |
|  |                                                               |

|  | Postosuchus   |
|  |               |
|  | Desmatosuchus |
|  |               |

|  | Leptosuchus                                                   |
|  |                                                               |
|  | \| \| Postosuchus \| \| \| \| \| \| Desmatosuchus \| \| \| \| |
|  |                                                               |
|  | Postosuchus                                                   |
|  |                                                               |
|  | Desmatosuchus                                                 |
|  |                                                               |

|  | Postosuchus   |
|  |               |
|  | Desmatosuchus |
|  |               |

|  | Leptosuchus                                                   |
|  |                                                               |
|  | \| \| Postosuchus \| \| \| \| \| \| Desmatosuchus \| \| \| \| |
|  |                                                               |
|  | Postosuchus                                                   |
|  |                                                               |
|  | Desmatosuchus                                                 |
|  |                                                               |

|  | Postosuchus   |
|  |               |
|  | Desmatosuchus |
|  |               |

|  | Leptosuchus                                                   |
|  |                                                               |
|  | \| \| Postosuchus \| \| \| \| \| \| Desmatosuchus \| \| \| \| |
|  |                                                               |
|  | Postosuchus                                                   |
|  |                                                               |
|  | Desmatosuchus                                                 |
|  |                                                               |

|  | Postosuchus   |
|  |               |
|  | Desmatosuchus |
|  |               |

|  | Leptosuchus                                                   |
|  |                                                               |
|  | \| \| Postosuchus \| \| \| \| \| \| Desmatosuchus \| \| \| \| |
|  |                                                               |
|  | Postosuchus                                                   |
|  |                                                               |
|  | Desmatosuchus                                                 |
|  |                                                               |

|  | Postosuchus   |
|  |               |
|  | Desmatosuchus |
|  |               |

|  | Leptosuchus                                                   |
|  |                                                               |
|  | \| \| Postosuchus \| \| \| \| \| \| Desmatosuchus \| \| \| \| |
|  |                                                               |
|  | Postosuchus                                                   |
|  |                                                               |
|  | Desmatosuchus                                                 |
|  |                                                               |

|  | Postosuchus   |
|  |               |
|  | Desmatosuchus |
|  |               |

|  | Leptosuchus                                                   |
|  |                                                               |
|  | \| \| Postosuchus \| \| \| \| \| \| Desmatosuchus \| \| \| \| |
|  |                                                               |
|  | Postosuchus                                                   |
|  |                                                               |
|  | Desmatosuchus                                                 |
|  |                                                               |

|  | Postosuchus   |
|  |               |
|  | Desmatosuchus |
|  |               |

|  | Leptosuchus                                                   |
|  |                                                               |
|  | \| \| Postosuchus \| \| \| \| \| \| Desmatosuchus \| \| \| \| |
|  |                                                               |
|  | Postosuchus                                                   |
|  |                                                               |
|  | Desmatosuchus                                                 |
|  |                                                               |

|  | Postosuchus   |
|  |               |
|  | Desmatosuchus |
|  |               |

|  | Leptosuchus                                                   |
|  |                                                               |
|  | \| \| Postosuchus \| \| \| \| \| \| Desmatosuchus \| \| \| \| |
|  |                                                               |
|  | Postosuchus                                                   |
|  |                                                               |
|  | Desmatosuchus                                                 |
|  |                                                               |

|  | Postosuchus   |
|  |               |
|  | Desmatosuchus |
|  |               |

|  | Leptosuchus                                                   |
|  |                                                               |
|  | \| \| Postosuchus \| \| \| \| \| \| Desmatosuchus \| \| \| \| |
|  |                                                               |
|  | Postosuchus                                                   |
|  |                                                               |
|  | Desmatosuchus                                                 |
|  |                                                               |

|  | Postosuchus   |
|  |               |
|  | Desmatosuchus |
|  |               |

|  | Leptosuchus                                                   |
|  |                                                               |
|  | \| \| Postosuchus \| \| \| \| \| \| Desmatosuchus \| \| \| \| |
|  |                                                               |
|  | Postosuchus                                                   |
|  |                                                               |
|  | Desmatosuchus                                                 |
|  |                                                               |

|  | Postosuchus   |
|  |               |
|  | Desmatosuchus |
|  |               |

|  | Leptosuchus                                                   |
|  |                                                               |
|  | \| \| Postosuchus \| \| \| \| \| \| Desmatosuchus \| \| \| \| |
|  |                                                               |
|  | Postosuchus                                                   |
|  |                                                               |
|  | Desmatosuchus                                                 |
|  |                                                               |

|  | Postosuchus   |
|  |               |
|  | Desmatosuchus |
|  |               |

|  | Leptosuchus                                                   |
|  |                                                               |
|  | \| \| Postosuchus \| \| \| \| \| \| Desmatosuchus \| \| \| \| |
|  |                                                               |
|  | Postosuchus                                                   |
|  |                                                               |
|  | Desmatosuchus                                                 |
|  |                                                               |

|  | Postosuchus   |
|  |               |
|  | Desmatosuchus |
|  |               |

|  | Leptosuchus                                                   |
|  |                                                               |
|  | \| \| Postosuchus \| \| \| \| \| \| Desmatosuchus \| \| \| \| |
|  |                                                               |
|  | Postosuchus                                                   |
|  |                                                               |
|  | Desmatosuchus                                                 |
|  |                                                               |

|  | Postosuchus   |
|  |               |
|  | Desmatosuchus |
|  |               |

|  | Leptosuchus                                                   |
|  |                                                               |
|  | \| \| Postosuchus \| \| \| \| \| \| Desmatosuchus \| \| \| \| |
|  |                                                               |
|  | Postosuchus                                                   |
|  |                                                               |
|  | Desmatosuchus                                                 |
|  |                                                               |

|  | Postosuchus   |
|  |               |
|  | Desmatosuchus |
|  |               |

|  | Leptosuchus                                                   |
|  |                                                               |
|  | \| \| Postosuchus \| \| \| \| \| \| Desmatosuchus \| \| \| \| |
|  |                                                               |
|  | Postosuchus                                                   |
|  |                                                               |
|  | Desmatosuchus                                                 |
|  |                                                               |

|  | Postosuchus   |
|  |               |
|  | Desmatosuchus |
|  |               |

|  | Megalancosaurus |
|  |                 |
|  | Prolacerta      |
|  |                 |

Voordat het geslacht in 1995 werd beschreven, werd gesuggereerd dat een extra exemplaar, bestaande uit fragmentarisch schedelmateriaal dat in 1923 door Charles Camp werd gevonden, tot een proterochampside behoorde. Dit materiaal werd later echter naar het nieuwe taxon Acallosuchus rectori verwezen, nadat was aangetoond dat het verschilt van het postcraniale materiaal dat in 1962 werd gevonden. In de eerste beschrijving van Vancleavea werd het geslacht verwezen naar Neodiapsida incertae sedis samen met Acallosuchus rectori.
Een fylogenetische studie uit 2008 suggereerde voorlopig dat Vancleavea een basale archosauriform was, meer afgeleid dan Erythrosuchus, Proterosuchus en mogelijk zelfs Euparkeria. In een nieuwe studie uit 2009 bleek Vancleavea nauwer verwant te zijn aan de Archosauria dan zowel Erythrosuchus als Proterosuchus, en bleek ook buiten de kroongroep te vallen, waarbij Euparkeria het naaste zustertaxon van Archosauria bleef. Speculaties door illustrator David Peters over een nauwe verwantschap tussen Vancleavea en thalattosauriërs zijn grondig ontkracht door paleontologen als David Marjanovic en illustrator Jaime Headden.
Er bestaat nog steeds controverse over de vraag of de exemplaren die naar dit geslacht worden verwezen, representatief zijn voor een taxon dat één soort omvat of een clade van nauw verwante soorten die leefden in een groot deel van het Laat-Trias van Noord-Amerika, gezien het slechte fossielenbestand van het taxon. Verschillen in de osteodermen en de vorm van de bovenste binnenhoek van het opperarmbeen in verschillende exemplaren kunnen erop wijzen dat ze tot verschillende taxa behoren, maar vanwege de fragmentarische bewaring van deze fossielen kunnen er geen eenduidige autapomorfieën worden onderscheiden die zouden bewijzen dat er inderdaad verschillende taxa zijn.
Sommige publicaties ondersteunen de plaatsing van Vancleavea binnen Proterochampsia als een lid van de familie Doswelliidae. De ontdekking van Litorosuchus, de naaste verwant van Vancleavea, heeft over deze hypothese echter twijfel doen ontstaan.

## Paleobiologie
Vancleavea heeft kenmerken die een semi-aquatische levensstijl suggereren. Deze omvatten het lange lichaam, korte ledematen en hoge staart. Vancleavea is uniek onder archosauriformen en tetrapoden in het algemeen doordat de vinachtige staart wordt verhoogd door langwerpige osteodermen in plaats van hoge doornuitsteeksels.